# Medalla Gustav Steinmann
La Medalla Gustav Steinmann, en honor a Gustav Steinmann, es un premio a la investigación otorgado desde 1938 por la Asociación Geológica. Según sus estatutos se entrega a científicos que de manera extraordinaria hayan contribuido al fomento de las ciencias de la Tierra. Los premiados han de ser elegidos de forma unánime por la junta directiva.

## Ganadores
- 2017: Manfred Strecker
- 2016: André Freiwald
- 2015: Onno Oncken
- 2014: Antje Boetius
- 2013: Bernhard Stöckhert
- 2012: Hans-Ulrich Schmincke
- 2011: Daniel Bernoulli
- 2010: Celâl Şengör
- 2009: Michael Sarnthein
- 2008: Judith McKenzie
- 2007: Stefan M. Schmid
- 2006: Alfred Kröner
- 2005: Horst D. Schulz
- 2004: Erwin Suess
- 2003: Werner Schreyer
- 2002: Wolfgang Schlager
- 2001: Roland von Huene
- 2000: Erik Flügel
- 1999: German Müller
- 1998: Rudolf Trümpy
- 1998: Wolfgang H. Berger
- 1997: Peter Giese
- 1996: Dieter Meischner
- 1995: Stephan Mueller
- 1994: Adolf Seilacher
- 1993: Hans Peter Laubscher
- 1992: Alfred G. Fischer
- 1991: Viktor Efimowitsch Chain
- 1990: Hans Füchtbauer
- 1989: Dietrich Welte
- 1988: Ihsan Ketin
- 1987: Albert W. Bally
- 1985: Eugen Seibold
- 1984: Wolf von Engelhardt
- 1982: Adolf Watznauer
- 1982: Augusto Gansser
- 1980: Henno Martin
- 1978: Eduard Wenk
- 1977: Martin Schwarzbach
- 1975: Willem P. de Roever
- 1974: Hermann Schmidt
- 1973: Dimitrij Andrusov
- 1972: Georg Fischer
- 1971: Kalervo Rankama
- 1971: Kurd von Bülow
- 1968: Ernst Cloos
- 1966: Philip Henry Kuenen
- 1965: Roland Brinkmann
- 1965: Alfred Rittmann
- 1963: Erich Bederke
- 1962: Eugène Raguin
- 1960: Pierre Pruvost
- 1960: Herbert H. Read
- 1959: Eugen Wegmann
- 1958: Curt Dietz
- 1957: Carl Wilhelm Correns
- 1956: Hendrik A. Brouwer
- 1954: Serge von Bubnoff
- 1951: Hans Stille
- 1950: Bruno Sander
- 1949: Maurice Lugeon
- 1947: Johannes Wanner
- 1947: Alfred Philippson
- 1943: Helge Götrik Backlund
- 1939: Otto Ampferer
- 1938: Ernst Zimmermann